# Nyctinomops aurispinosus
Nyctinomops aurispinosus é uma espécie de morcego da família Molossidae. Pode ser encontrada no México, Colômbia, Venezuela, Equador, Peru, Bolívia, Brasil e Paraguai.